# Veľké Ludince
Veľké Ludince (maďarsky Nagyölved) je obec v okrese Levice na Slovensku.

## Historie
Místo bylo poprvé písemně zmíněno v roce 1282 jako Vluend. Na konci 13. století ves přešla pod ostřihomské arcibiskupství, které ji od 16. století pronajímalo nižší šlechtě. V roce 1828 zde bylo 240 domů a 1 453 obyvatel, kteří byli zaměstnáni v zemědělství, ovocnářství, vinařství a hrnčířství.
Do roku 1918 byla obec součástí Uherska. Kvůli první vídeňské arbitráži byla v letech 1938 až 1945 součástí Maďarska. Při sčítání lidu v roce 2011 žilo v obci 1565 obyvatel, z toho 1202 Maďarů, 319 Slováků, 28 Romů, jedenáct Čechů a jeden Ukrajinec. Čtyři obyvatelé informace nepodali.

## Církevní stavby
- Římskokatolický kostel Andělů strážných – postaven byl v barokním slohu (v roce 1735), rozšířen byl v roce 1879
- Reformovaný kostel – postaven byl v roce 1810, a to v klasicistním stylu[3]